# Jerry Stackhouse
Jerry Darnell Stackhouse (* 5. November 1974 in Kinston, North Carolina) ist ein ehemaliger US-amerikanischer Basketballspieler und heutiger -trainer. Er besuchte zwei Jahre lang die University of North Carolina, wo er für die Tar Heels erfolgreich Basketball spielte. Zu Anfang der 2000er gehörte Stackhouse zu den besten Spielern der NBA. 2000 und 2001 wurde er ins NBA All-Star Game eingeladen. Nach seiner Profikarriere schlug er eine Trainerkarriere ein und trainiert seit 2024 als Assistent die Golden State Warriors.

## NBA-Karriere
1995 wurde Stackhouse als dritter im NBA Draft von den Philadelphia 76ers ausgewählt. In seiner ersten Saison 1995/1996 schaffte er beachtliche 19,6 Punkte pro Spiel und wurde ins NBA All-Rookie First Team einberufen. Jerry Stackhouse galt in seiner ersten Saison lange Zeit als sicherer Anwärter auf den Titel des NBA Rookie of the Year, bis er in einem Spiel gegen Utah Jazz seinen Gegenspieler Jeff Hornacek foulte und ihn nach dem folgenden Wortwechsel tätlich angriff. Stackhouse wurde daraufhin von den Verantwortlichen in der NBA für zwei Spiele gesperrt und mit einer Geldstrafe in Höhe von rund US $7500 belegt. In der Saison 1996/97 bildete er mit Allen Iverson einen jungen und spektakulären Backcourt.
In der Saison 1997/1998 wurde Stackhouse mit Eric Montross für Theo Ratliff und Aaron McKie zu den Detroit Pistons getauscht. Zunächst kam Stackhouse die ersten beiden Jahre von der Bank, wo er im Schnitt 15 Punkte erzielte. In der Saison 1999/2000 gelang ihm der Durchbruch, wo er 23,6 und ein Jahr später 29,8 Punkte pro Spiel erzielte. In der Saison stellte er gegen die Chicago Bulls mit 57 Punkten den Mannschaftsrekord der Pistons für die meisten Punkte in einem Spiel auf. Dies war auch gleichzeitig sein Karriererekord. In seiner Zeit bei den Pistons fällt auch seine einzige All-star-Nominierung.
Nach einer weiteren erfolgreichen Saison im Trikot der Pistons wurde er im Sommer 2002 für Richard Hamilton und weitere 5 Spieler zu den Washington Wizards getradet. In der Saison 2003–2004 erzielte Stackhouse 21,5 Punkte und 4,5 Assists pro Spiel. In der darauffolgenden Saison konnte er wegen einer Verletzung des rechten Knies nur in 26 von 82 Spielen zum Einsatz kommen und erzielte im Schnitt 13,9 Punkte.
Im Sommer 2004 wurden Jerry Stackhouse und Christian Laettner für Antawn Jamison an die Dallas Mavericks verkauft. Stackhouse kam für die Mavericks als „sechster Mann“ von der Bank zum Einsatz, da seine Knieverletzung noch immer nicht vollständig ausgeheilt war. Er erwies sich als profitabler Scorer von der Bank und erzielte fast 15 Punkte im Schnitt, kämpfte jedoch immer wieder mit Verletzungen und verpasste über die nächsten beiden Spielzeiten über 50 Spiele. In der Saison 2005/06 kam Stackhouse in den Play-offs regelmäßig zum Einsatz. Am 16. Juni 2006 entdeckte Stu Jackson im 5. Spiel der NBA Finals ein Foul von Stackhouse an Shaquille O’Neal und sperrte Stackhouse (neben Jason Terry und DJ Mbenga) daraufhin als dritten Spieler für das Finale. Dallas unterlag im Finale den Miami Heat mit 4–2. Stackhouse spielte bis zum Ende der Saison 2008/09 bei den Mavericks, wurde aber unter dem neuen Coach Rick Carlisle mehr und mehr zum Ersatzspieler und bekam kaum Spielzeit. Er erzielte nur noch 4,2 Punkte im Schnitt in knapp 16 Minuten Einsatzzeit pro Spiel. 2009 erhielt er daher keinen neuen Vertrag in Dallas. Er absolvierte daraufhin ein Probetraining bei den New York Knicks, wurde aber nicht verpflichtet. Einen Wechsel nach Europa lehnte er trotz guter Angebote ab. Im Januar 2010 gaben dann die Milwaukee Bucks seine Verpflichtung für den Rest der Saison 2009/2010 bekannt. Stackhouse blühte nochmal auf und erzielte 8,5 Punkte im Schnitt.

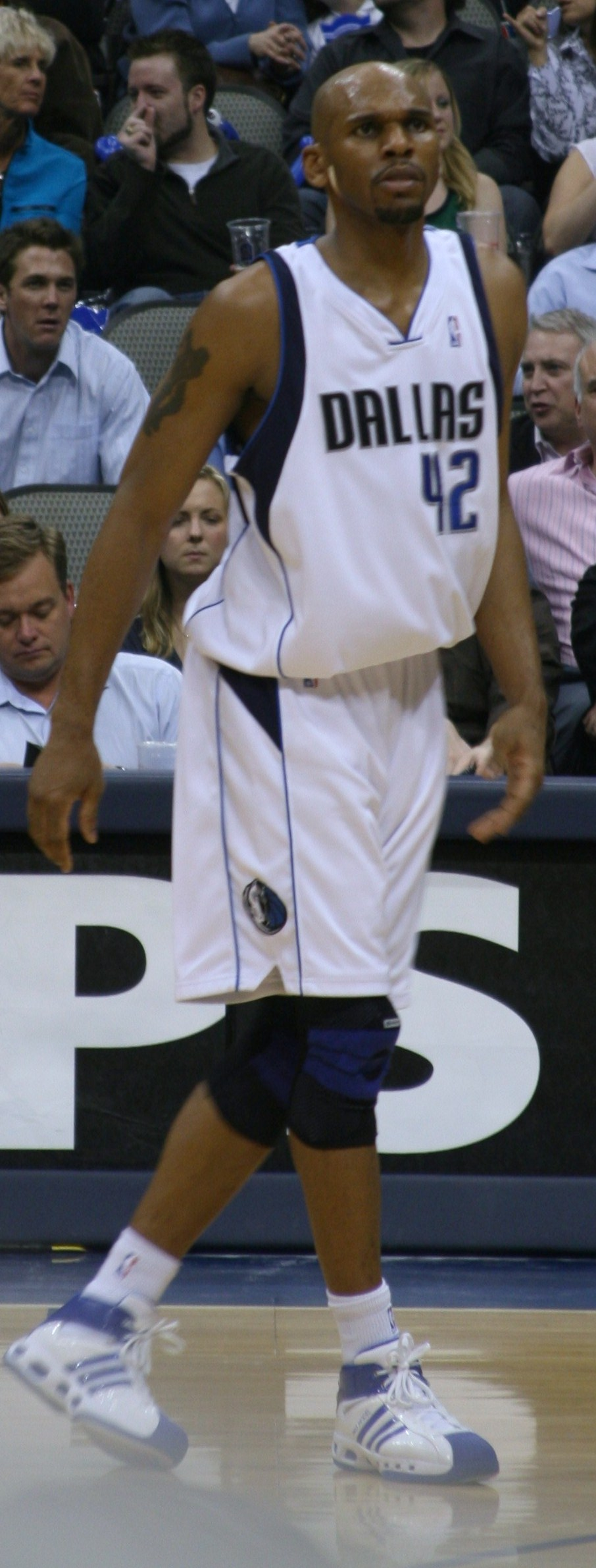
Stackhouse im Trikot der Dallas Mavericks (2008)

Dort blieb er jedoch nur bis zum Sommer 2010 und wechselte dann zu den Miami Heat, wo er hinter den neuen Stars wie LeBron James und Chris Bosh als Backup eingeplant war. Am 23. November 2010 wurde Stackhouse nach sieben Spielen von den Heat entlassen, um Platz für Erick Dampier zu machen, der den verletzten Udonis Haslem ersetzte. Während der Saison arbeitete er als Analyst für NBA TV.
In der Saison 2011/12 spielt Stackhouse für die Atlanta Hawks. Dort half er in einer kleinen Rolle als Bankspieler dabei, dass die Hawks erneut die Play-offs erreichten. Nach der Saison unterzeichnete Stackhouse einen Vertrag bei den Brooklyn Nets über ein Jahr, kam jedoch über sporadische Einsätze nicht hinaus. Sein Vertrag wurde zum Saisonende hin nicht mehr verlängert, da er während des Playoffs-Aus der Nets seinen Rücktritt verkündete.
Stackhouse kam in 970 NBA-Saisonspielen auf 16,9 Punkte, 3,2 Rebounds und 3,3 Assists pro Spiel.

## Trainerkarriere
Am 15. November 2013 wurde bekannt, dass Stackhouse für Fox Sports Networks als Detroit-Pistons-Analyst arbeiten wird. Im Juli 2015 übernahm Stackhouse eine Assistenztrainerstelle bei den Toronto Raptors. Ein Jahr später wurde er zum Cheftrainer des Raptors-D-Leagueteam Raptors 905 ernannt. Mit diesen gewann Stackhouse 2017 die D-League-Meisterschaft und wurde zudem NBA D-League Coach of the Year. Im Sommer 2018 wurde er Assistenztrainer bei den Memphis Grizzlies. Die Tätigkeit übte er ein Jahr aus, danach erhielt er eine Traineranstellung an der Vanderbilt University, wo er einen Sechsjahresvertrag unterzeichnete.

## Auszeichnungen
- 2× NBA All-Star (2000–2001)
- NBA All-Rookie First Team (1996)